# 小亨特·哈里斯
小亨特·哈里斯（英語：Hunter Harris Jr.；1909年11月27日—1987年3月5日）美国得克萨斯萨姆豪斯顿堡人，美国空军四星上将、曾任美国太平洋空军总司令。

## 生平

### 早年
小亨特·哈里斯是1930届弗吉尼亚军事学院及佐治亚大学校友。后就读于美国军事学院并于1932年毕业并获得少尉军衔。1933年，经过训练后成为飞行员，后被任命为陆军航空兵。1937年起，前往海外，分别前往过菲律宾、哥伦比亚等地，后回国至博林空军基地。

### 战争中及战后
1942年，调入美国陆军参谋部任参谋。1943年到达英国，先后在第447轰炸机大队、美国第八航空队第13战斗轰炸机联队即第3轰炸师任轰炸机大队大队长、联队联队长、副参谋长等职。战争期间驾驶超过200小时B-17轰炸机及P-51战斗机。1945年回国，曾在美国空军学院学习。此后先后任特种武器项目空军方面副司令，第509轰炸机联队联队长，第47航空师师长，作战计划科科长等职。

### 后期
1955年任远东空军司令部副参谋长，次年晋升为空军少将。1958年起任第8航空队副司令，1961年任总司令并晋升为空军中将。次年任美国战略空军司令部副总司令。1964年被授勋为空军上将。1964年至1967年任太平洋空军司令部总司令。退休后一直在出生地得克萨斯萨姆豪斯顿堡生活，1987年3月5日逝世。

## 获得荣誉
小亨特·哈里斯曾获得：
- 美国空军杰出服役勋章
- 美国银星勋章
- 美国荣誉军团勋章
- 美国橡树叶簇优异飞行十字勋章
- 美国飞行奖章佐4枚橡树叶簇
- 美国功绩勋章佐橡树叶簇
- 美国紫心勋章
- 美国总统优异部队嘉奖令
- 法国作战十字勋章佐带棕榈叶
- 英国优异飞行十字勋章
- 泰国二级白象勋章
- 中华民国云麾勋章特種大綬一等章及特種領綬四等章
- 韩国保國勳章 (韓國)
- 韩国武功勋章太極章